# Europass (piłka)

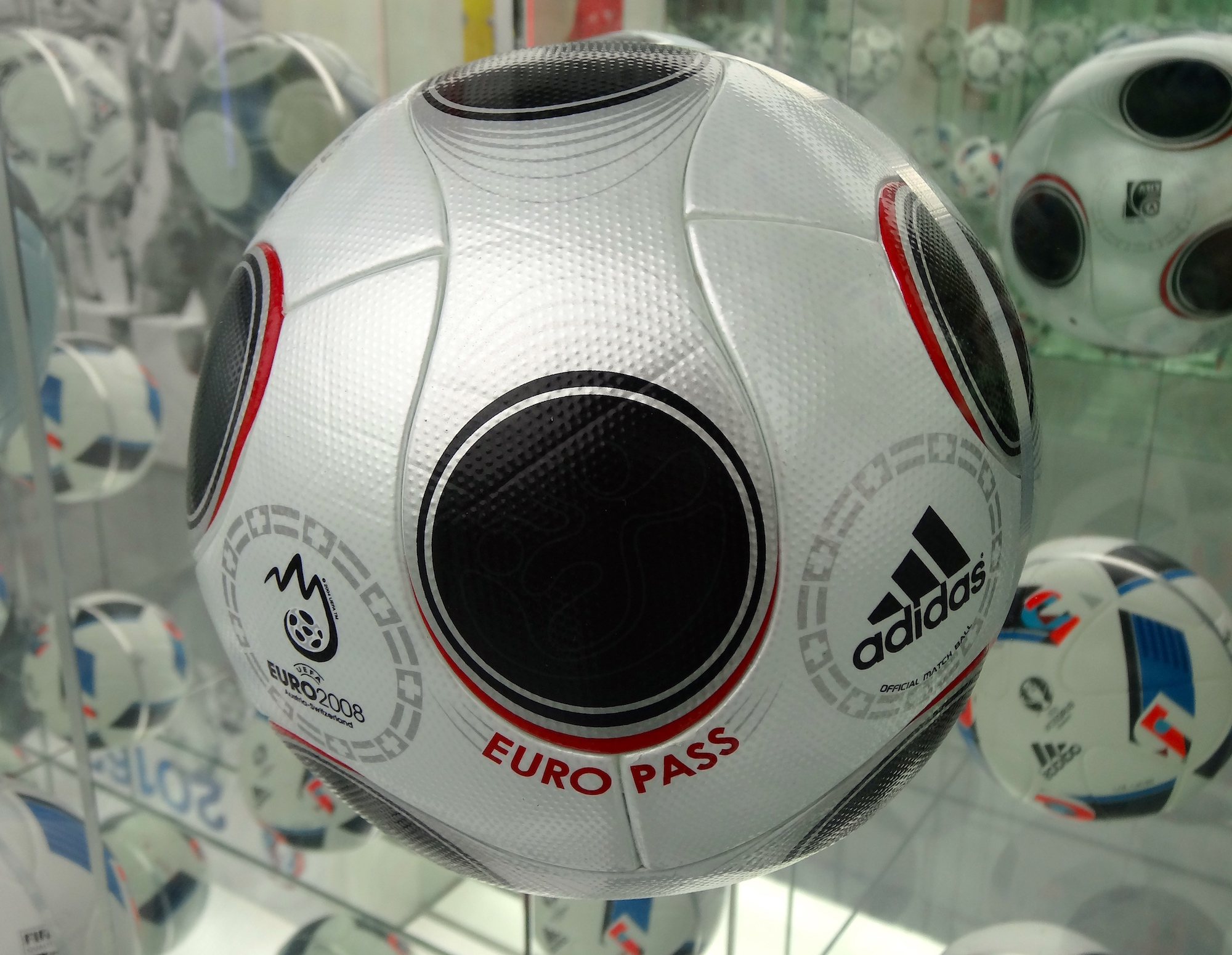
Piłka Europass

Europass – oficjalna piłka Mistrzostw Europy w Piłce Nożnej 2008, wyprodukowana przez firmę Adidas i zaprezentowana oficjalnie podczas ceremonii losowania grup 2 grudnia 2007, w Lozannie. Tak jak jej poprzednik, piłka Teamgeist, składa się z 14 klejonych w wysokiej temperaturze paneli.
Utrzymana jest w kolorystyce szaro-czarnej. Pokryta jest powłoką PSC zwaną "Gęsią skórką" która ma za zadanie poprawiać kontakt z butem zawodnika w każdych warunkach pogodowych, oraz ma ułatwić jej wyłapanie bramkarzom. 
Na powierzchni piłki umieszczono flagi gospodarzy – Austrii i Szwajcarii, w formie znaków wodnych. W finale Mistrzostw Europy w piłce nożnej 2008 posługiwano się jej modyfikacją – piłką Europass Gloria. Jej następca na Euro 2012 to Tango 12.